# جي. هيو نيكولز
جي. هيو نيكولز هو سياسي أمريكي، ولد في 27 نوفمبر 1930 في Sprott, Alabama ‏ في الولايات المتحدة، وتوفي في 8 ديسمبر 2015 في ميبلسفيل في الولايات المتحدة. نشط حزبياً في الحزب الديمقراطي والحزب الجمهوري. وقد انتخب Executive of Howard County, Maryland ‏.